# Ли Хён Тхэк
Ли Хён Тхэк (кор. 이형택, англ. Lee Hyung-taik; р. 3 января 1976, Хвенсон, Республика Корея) — южнокорейский профессиональный теннисист и тренер. Победитель двух турниров АТР в одиночном и парном разрядах, многократный призёр Азиатских игр, лучший игрок в истории сборной Кореи в Кубке Дэвиса.

## Спортивная карьера

### Начало карьеры
Ли Хён Тхэк начал играть в теннис в девять лет. В сентябре 1994 года, в 18 лет, в Сеуле принял участие в своём первом профессиональном турнире ATP Challenger, а уже в следующем году был приглашён в сборную Южной Кореи на матчи Азиатско-Океанской группы и принёс команде три очка в трёх играх, в том числе единственное очко в матче с командой Новой Зеландии. В 1995 году он также принял участие в Универсиаде в японском городе Фукуока и завоевал там серебряную медаль в мужском одиночном разряде, уступив в финале ещё одному корейцу — Юн Ён Иру.
В 1996 году в паре с Юн Ён Иром, на тот момент ведущим южнокорейским теннисистом, Ли Хён Тхэк принял участие в Олимпиаде в Атланте, но в первом же круге их вывели из дальнейшей борьбы представители Зимбабве Байрон и Уэйн Блэки. Позже, также с Юном, Ли выиграл в Сеуле свой первый «челленджер» в одиночном разряде, а на следующий год они выиграли Универсиаду в Катании (Италия) в парном разряде, взяв в финале верх над чешской парой. В этом году Ли обеспечил своей сборной победы в Кубке Дэвиса над командами Японии и КНР, но в переходном турнире за право выступать в Мировой группе корейцы оказались недостаточно сильны, чтобы победить швейцарцев, за которых выступал олимпийский чемпион Барселоны Марк Россе.
В 1998 году Ли и Юн стали чемпионами Азиатских игр в Бангкоке в командных соревнованиях и серебряными призёрами в парном разряде, проиграв в финале Парадорну Шричапану и его брату Нараторну. В конце года в Лексингтоне (Кентукки) Ли вышел в свой первый в карьере финал «челленджера» в одиночном разряде. 1999 год принёс Ли Хён Тхэку золотую медаль Универсиады в Пальма-де-Майорке в одиночном разряде (в финале ему противостоял хозяин площадки Альберто Портас), а осенью он завоевал свой первый одиночный титул в «челленджере», победив в Иокогаме Парадорна Шричапана.

### Пик карьеры
В 2000 году Ли Хён Тхэк, занимавший место в конце второй сотни в рейтинге после победы на «челленджере» в Бронксе, преподнёс сюрприз на Открытом чемпионате США, куда он получил wild card. Он последовательно обыграл трёх соперников из первой сотни рейтинга, включая 13-ю ракетку мира Марко Скиллари и остановился лишь в четвёртом круге, проиграв Питу Сампрасу. Этот результат позволил ему приблизиться вплотную к сотне сильнейших теннисистов мира, а затем, после победы на «челленджере» в Сеуле и финала в Осаке, и войти в неё. На своём последнем турнире в сезоне турнире АТР в Брайтоне Ли дошёл до полуфинала, где проиграл десятой ракетке мира Тиму Хенмену. Он также принял участие в Олимпиаде в Сиднее, где в первом круге проиграл Хуану Карлосу Ферреро, двенадцатому в мировой классификации, а в паре с Юном прошёл во второй круг после победы над чилийской парой Массу-Риос. Во втором круге они проиграли Давиду Приносилу и Томми Хаасу.
В 2001 году в Хьюстоне Ли впервые в карьере вышел в финал турнира АТР, проиграв там будущей первой ракетке мира Энди Роддику и поднявшись после этого до 70-го места в рейтинге, однако затем последовала долгая череда неудачных выступлений, прерванная лишь второй подряд победой в сеульском «челленджере». На протяжении следующего года Ли удерживался в числе ста лучших теннисистов мира за счёт удачной игры в «челленджерах», а в турнирах АТР ему лишь дважды — в Сиднее и Лондоне — удалось дойти до четвертьфинала. Помимо профессиональных соревнований, Ли участвовал в Азиатских играх в корейском Пусане, где стал серебряным призёром как в одиночном разряде (уступил Парадорну Шричапану), так и в паре с китайцем Гун Маосинем (проиграли Леандеру Паесу и Махешу Бхупати), а также в командных соревнованиях.
2003 год стал знаковым в карьере Ли Хён Тхэка: он стал первым корейцем, выигравшим турнир АТР в одиночном разряде. Одиночный турнир он выиграл в Сиднее, обыграв сразу троих соперников из первой десятки рейтинга — Роддика, Марата Сафина и Ферреро. Всего на месяц позже он добавил к одиночному парный титул на турнирах АТР: это произошло в Сан-Хосе (Калифорния), где его партнёром был белорус Владимир Волчков. В первом круге Ли и Волчков победили Боба и Майка Брайанов, уже на тот момент бывших одной из лучших пар мира, а в дальнейшем ставших бесспорными лидерами парного тенниса. В дальнейшем на протяжении этого сезона жребий дважды свёл Ли — сначала с Волчковым, а затем с Антони Дюпюи из Франции, — с первыми парами мира на турнирах Большого шлема, оба раза уже во втором круге (во Франции с Даниэлем Нестором и Марком Ноулзом, а в США с Махешем Бхупати и Максимом Мирным). В отличие от Брайанов, этих соперников ему пройти не удалось, но к последнему турниру сезона он подошёл в ранге игрока первой сотни рейтинга не только в одиночном, но и в парном разряде. В одиночном разряде он несколько раз был близок к тому, чтобы войти в Top-50, но неудачно проведенные турниры на травяных кортах не позволили ему этого добиться.
Хотя в 2004 году Ли не сумел повторить прошлогодних успехов, он провёл сезон солидно, пробившись в полуфинал в Лондоне после победы над 16-й ракеткой мира Шенгом Схалкеном и в третий круг Открытого чемпионата Франции и Открытого чемпионата США (после выигрыша у 25-й ракетки мира Ивана Любичича). В Афинах он участвовал в своей третьей Олимпиаде, на этот раз только в одиночном разряде, и вышел во второй круг, победив Мариано Сабалету из Аргентины, но затем проиграл будущему бронзовому призёру Фернандо Гонсалесу из Чили. Он также уже в четвёртый раз подряд победил на сеульском «челленджере», а в конце года дошёл до финала на турнире этого же уровня на Маврикии. На следующий год он снова побывал в третьем круге Открытого чемпионата Франции и в пятый раз стал чемпионом в Сеуле. На его счету в этом сезоне была также победа над игроком Top-20 Михаилом Южным в Майами. Ближе к концу года он помог сборной Кореи вернуться после двухлетнего перерыва в I Азиатско-Океанскую группу после добытой практически в одиночку победы над сборной Новой Зеландии (матч закончился со счётом 3:2, Ли выиграл обе свои одиночных игры и парную встречу).
В 2006 году Ли завоевал очередные две медали на Азиатских играх, проходивших в Катаре, — «золото» в командных состязаниях и «серебро» в одиночном разряде (проиграл таиландцу Данаи Удомчоке). В профессиональном туре он трижды выигрывал челленджеры (два из них в Корее), а в турнирах АТР дважды побывал в полуфинале (в Пекине и Токио) и дважды в четвертьфинале. В итоге ближе к концу года ему впервые удалось войти в число 50 сильнейших теннисистов мира. В парном разряде после выхода в начале года в полуфинал турнира АТР в Ченнае он вернулся в Top-100, но вскоре сдал позиции, особенно неудачно проведя середину сезона, когда он на время выбыл даже из второй сотни рейтинга. Полосу неудач прервал ещё один полуфинал турнира АТР, в Токио с американцем корейского происхождения Кевином Кимом, но снова войти в число ста сильнейших игроков в парах Ли не смог.
В 2007 году карьера Ли Хён Тхэка достигла новой вершины. Хотя он неровно начал сезон, в первой половине года ему удалось нанести поражения Михаилу Южному, на тот момент 17-му в мире, и Агустину Кальери (во втором круге Уимблдонского турнира, после чего он проиграл 11-й ракетке мира Томашу Бердыху). В июле в Лос-Анджелесе Ли дошёл до полуфинала после победы над Маратом Сафиным и поднялся до 36-го места в рейтинге, а затем на Открытом чемпионате США повторил свой лучший результат в турнирах Большого шлема, дойдя до четвёртого круга после побед над двумя посеянными соперниками — Гильермо Каньясом и Энди Марреем. В четвёртом круге его остановил Николай Давыденко, на тот момент четвёртая ракетка мира. В сентябре Ли добился ещё одного успеха, выведя сборную Южной Кореи в Мировую группу Кубка Дэвиса, единолично обыграв сборную Словакии с общим счётом 3:2. Корейцы вернулись в Мировую группу после двадцатилетнего перерыва.

### Окончание игровой и начало тренерской карьеры
В начале 2008 года Ли одержал четвёртую за карьеру победу над игроком из первой десятки рейтинга, переиграв в Индиан-Уэллс пятую ракетку мира Давида Феррера. В дальнейшем, однако, сезон у него долго не складывался, и лишь в конце он несколько раз подряд дошёл до финалов азиатских «челленджеров», выиграв два из них, в том числе в Сеуле — уже в седьмой раз. На своей четвёртой Олимпиаде, в Пекине, он потерпел поражение уже в первом круге. В составе сборной в Кубке Дэвиса он пытался бороться с командами Германии и Нидерландов, но не сумел противостоять им в одиночку, как это случалось с более слабыми противниками, и корейская сборная покинула Мировую группу.
В 2009 году Ли провёл последние пять игр в составе сборной. В общей сложности он одержал в составе национальной команды 51 победу — в два с лишним раза больше, чем любой другой корейский игрок, из них 41 победу в одиночном разряде. В профессиональном туре он выступал редко, в общей сложности проведя за сезон 10 матчей в одиночном разряде и выиграв из них только два. В июле, после матча Кубка Дэвиса со сборной КНР, Ли объявил о предстоящем уходе с корта. Последним турниром в его карьере стал родной сеульский «челленджер», где он на этот раз проиграл в первом же круге как в одиночном, так и в парном разряде.
Ещё до окончания выступлений, 12 сентября 2009 года, Ли открыл теннисную академию в своём родном городе в провинции Канвондо. В 2014 году Хён Тхэк был назначен капитаном национальной сборной в Кубке Дэвиса.

## Участие в финалах турниров АТР за карьеру

### Одиночный разряд (1+1)
| Результат | Дата        | Турнир            | Покрытие | Соперник в финале   | Счёт в финале   |
| --------- | ----------- | ----------------- | -------- | ------------------- | --------------- |
| Поражение | 30 апр 2001 | Хьюстон, США      | Грунт    | Энди Роддик         | 5-7, 3-6        |
| Победа    | 6 янв 2003  | Сидней, Австралия | Хард     | Хуан Карлос Ферреро | 4-6, 7-66, 7-64 |

### Парный разряд (1+0)
Победа (1)
| Дата        | Турнир        | Покрытие | Партнёр          | Соперники в финале           | Счёт в финале |
| ----------- | ------------- | -------- | ---------------- | ---------------------------- | ------------- |
| 10 фев 2003 | Сан-Хосе, США | Хард (i) | Владимир Волчков | Пол Голдстейн Роберт Кендрик | 7-5, 4-6, 6-3 |

## Участие в финалах турниров ATP Challenger в одиночном разряде (13+4)
| №   | Результат | Дата        | Турнир                    | Покрытие | Соперник в финале     | Счёт в финале   |
| --- | --------- | ----------- | ------------------------- | -------- | --------------------- | --------------- |
| 1.  | Поражение | 3 авг 2008  | Лексингтон, Кентукки, США | Хард     | Пол Голдстейн         | 1-6, 4-6        |
| 2.  | Победа    | 1 ноя 1999  | Иокогама, Япония          | Хард     | Парадорн Шричапан     | 6-3, 6-0        |
| 3.  | Победа    | 14 авг 2000 | Бронкс, Нью-Йорк, США     | Хард     | Реджинальд Виллемс    | 6-4, 6-1        |
| 4.  | Победа    | 6 ноя 2000  | Сеул, Республика Корея    | Хард     | Радек Штепанек        | 6-4, 6-4        |
| 5.  | Поражение | 13 ноя 2000 | Осака, Япония             | Хард     | Мишель Кратохвил      | 6-2, 2-6, 2-6   |
| 6.  | Победа    | 22 ноя 2001 | Сеул (2)                  | Хард     | Гоити Мотомура        | 6-2, 6-4        |
| 7.  | Победа    | 25 ноя 2002 | Иокогама (2)              | Ковёр    | Джон ван Лоттум       | 2-6, 7-62, 7-66 |
| 8.  | Победа    | 15 сен 2003 | Сеул (3)                  | Хард     | Деннис ван Схеппинген | 6-3, 6-3        |
| 9.  | Победа    | 6 сен 2004  | Сеул (4)                  | Хард     | Жан-Рене Линар        | 3-6, 7-5, 6-2   |
| 10. | Поражение | 29 ноя 2004 | Маврикий                  | Хард     | Андрей Павел          | 3-6, 1-6        |
| 11. | Победа    | 24 сен 2005 | Сеул (5)                  | Хард     | Николя Томан          | 4-6, 6-1, 7-66  |
| 12. | Победа    | 29 мая 2006 | Пусан, Республика Корея   | Хард     | Данаи Удомчоке        | 6-3, 6-2        |
| 13. | Победа    | 24 июл 2006 | Лексингтон                | Хард     | Амер Делич            | 5-7, 6-2, 6-3   |
| 14. | Победа    | 30 окт 2006 | Сеул (6)                  | Хард     | Бьорн Фау             | 6-2, 6-2        |
| 15. | Победа    | 20 окт 2008 | Сеул (7)                  | Хард     | Иво Минарж            | 6-4, 6-0        |
| 16. | Победа    | 17 ноя 2008 | Иокогама (3)              | Хард     | Го Соэда              | 7-5, 6-3        |
| 17. | Поражение | 24 ноя 2008 | Тоёта, Айти, Япония       | Ковёр    | Го Соэда              | 2-6, 6-77       |